# سنگ‌های راهنمای جورجیا
سنگ‌های راهنمای جرجیا یک بنای گرانیتی می‌باشد که در شهرستان البرت در ایالت جورجیا قرار دارد. ده راهنما به هشت زبان مدرن دنیا بر روی سنگ‌ها حک شده و یک پیغام کوتاه به چهار زبان باستانی؛ سانسکریت، بابلی، یونانی کلاسیک، و هیروگلیف مصری بر روی یک قطعه سنگ در قسمت بالایی سازه قرار گرفته است.
این سازه ۵٫۸ متر ارتفاع دارد و از شش تکه سنگ گرانیت تشکیل شده است که مجموعاً ۱۰۷٬۸۴۰ کیلوگرم وزن دارند.
از این سازه با عنوان «استون‌هنج آمریکایی» یاد شده است. ناشناسی طراحان سازه و حمایت ایشان از کنترل جمعیت، اصلاح نژاد، و فراملی‌گرایی این سازه را به هدفی برای تئوری‌های توطئه تبدیل کرده است.

## تاریخچه
در تاریخ ژوئن ۱۹۷۹ شخص با نام مستعار آر سی کریستین از سوی «گروهی کوچک از آمریکایی‌های وفادار» ساخت این بنا را به شرکت البرتون گرانیت فینیشینگ واگذار کرد.
کریستین همچنین محوطه‌ای به مساحت ۲ هکتار را برای برپایی این سازه خریداری کرده بود.
از سازه در ۲۲ مارس ۱۹۸۰ در حضور جمعیتی بین ۱۰۰ تا ۴۰۰ نفر رونمایی شد.
مالکیت سازه و محوطهٔ آن بعدها به شهرستان البرت واگذار شد.

## تخریب
بامداد روز ۶ ژوئیه ۲۰۲۲ میلادی، سنگ‌های راهنما در اثر بمب‌گذاری یک خرابکار به شدت آسیب دیدند، و آوار و سنگ‌های راهنما بعداً در همان روز توسط دولت محلی برداشته شدند. در اواخر ژوئیه، شهردار البرتون، دنیل گریوز، برنامه‌هایی را برای بازسازی این بنای یادبود اعلام کرد. در ماه اوت، هیئت کمیسرهای شهرستان البرتون به اهدای بقایای این بنای یادبود به انجمن گرانیت البرتون و بازگرداندن ۵ جریب فرنگی (۲ هکتار) زمینی که این بنای یادبود در آن ساخته شده بود به مالک قبلی آن رأی داد.

## سنگ‌نوشته‌ها
یک پیغام که شامل ده راهنما یا فرمان می‌باشد به هشت زبان روز دنیا بر روی سنگ‌های راهنمای جرجیا هک شده. یک زبان در هر طرف چهار سنگ بزرگ قائم. اگر در جهت ساعت گرد به دور این سازه حرکت کنیم این هشت زبان عبارتند از انگلیسی، اسپانیایی، سواحیلی، هندی، عبری، عربی، چینی و روسی. این دستورها عبارتند از:
- جمعیت انسان‌ها را زیر ۵۰۰٬۰۰۰٬۰۰۰ در توازن همیشگی با طبیعت نگاه دارید.
- افزایش جمعیت را به‌طور خردمندانه هدایت کنید — با بهبود تندرستی و گوناگونی.
- تمامی انسان‌ها را با یک زبان زندهٔ نو متحد کنید.
- احساسات — عقاید — رسوم و همه چیز را با خوی ملایم و سنجیده اداره کنید.
- مردم و ملل را با قوانینی منصفانه و دادگاه‌هایی عادلانه محافظت کنید.
- بگذارید ملت‌ها بر خویش حکومت کنند و مشکلات خارجی خود را در یک دادگاه جهانی حل و فصل کنند.
- از قوانین کم‌اهمیت و مسؤولین ناکارا دوری کنید.
- بین حقوق فردی و مسؤولیت‌های اجتماعی توازن برقرار کنید.
- حقیقت — زیبایی — عشق — را عزیز بدارید و تا بی‌نهایت بدنبال هماهنگی (هارمونی) باشید.
- همانند سرطان بر روی زمین نباشید — برای طبیعت هم فضا بگذارید — برای طبیعت هم فضا بگذارید.

## یادداشت
1. ↑  Robert C. Christian
2. ↑  Elberton Granite Finishing Company